# Cristina Comencini
Cristina Comencini (Roma, 1956) es una guionista, directora de cine y escritora italiana, hija de Luigi Comencini.
Se inició en el mundo del cine y la televisión como guionista junto a su padre. Su debut como directora de cine lo hace en 1988 con la película Zoo, a la que siguieron I divertimenti della vita privata (1990), La fine è nota (1992), Donde el corazón te lleve (1995), Matrimoni (1998), Il più bel giorno della mia vita (2002), La mia mano destra (2005) y La bestia nel cuore (2005), con la que fue candidata al Oscar a la mejor película de habla no inglesa. 
Como escritora ha publicado Pagine strappat (1991), Passione di famiglia (1994), Il cappotto del turco (1997) e Infanzia, vocazione, esperienze di un regista(2001).

## Filmografía

### Directora
- Zoo (1988)
- I divertimenti della vita privata (1990)
- La fine è nota (1993)
- Va' dove ti porta il cuore (1996)
- Matrimoni (1998)
- Liberate i pesci! (2000)
- Il più bel giorno della mia vita (2002)
- La bestia nel cuore (2005)
- Bianco e nero (2008)
- Quando la notte (2011)
- Latin Lover (2015)
- Qualcosa di nuovo (2016)

### Guionista
- Cuore (miniserie televisiva 1984), de Luigi Comencini (1984)
- Buon Natale... buon anno, de Luigi Comencini (1989)
- Due partite, de Enzo Monteleone (2009)
- La donna della mia vita, de Luca Lucini (2010)

### Actriz
- Infanzia, vocazione e prime esperienze di Giacomo Casanova, veneziano, de Luigi Comencini (1969)

## Premios y distinciones
Premios Óscar
| Año  | Categoría                                       | Película                | Resultado |
| ---- | ----------------------------------------------- | ----------------------- | --------- |
| 2006 | Mejor película extranjera (de habla no inglesa) | La bestia en el corazón | Nominada  |

Festival Internacional de Cine de Venecia
| Año  | Categoría                   | Película                | Resultado |
| ---- | --------------------------- | ----------------------- | --------- |
| 2005 | Premio UNICEF               | La bestia en el corazón | Ganadora  |
| 2005 | Premio Wella                | La bestia en el corazón | Ganadora  |
| 2005 | Premio de la Ciudad de Roma | La bestia en el corazón | Ganadora  |